# Wereldkampioenschappen veldrijden 2011
De wereldkampioenschappen veldrijden 2011 werden gehouden in het weekend van 29 en 30 januari 2011 in de Duitse stad Sankt Wendel. Het was op dit parcours waar ook in 2005 het WK werd georganiseerd en Sven Nys zijn eerste wereldtitel behaalde. Op zaterdag 29 januari streden de junioren en beloften voor de wereldtitel, op zondag 30 januari de dames en de elite mannen.

## Uitslagen

### Mannen, elite
| Plaats | Renner               | Land             | Tijd     |
| ------ | -------------------- | ---------------- | -------- |
|        | Zdeněk Štybar        | Tsjechië         | 1u06'37" |
| Zilver | Sven Nys             | België           | + 18"    |
| Brons  | Kevin Pauwels        | België           | + 1'15"  |
| 4.     | Francis Mourey       | Frankrijk        | + 1'16"  |
| 5.     | Philipp Walsleben    | Duitsland        | + 1'18"  |
| 6.     | Klaas Vantornout     | België           | + 1'23"  |
| 7.     | Marco Fontana        | Italië           | + 1'51"  |
| 8.     | Bart Wellens         | België           | + 2'01"  |
| 9.     | Christian Heule      | Zwitserland      | + 2'03"  |
| 10.    | Tom Meeusen          | België           | + 2'03"  |
| 11.    | Gerben de Knegt      | Nederland        | + 2'03"  |
| 12.    | Jonathan Page        | Verenigde Staten | + 2'04"  |
| 13.    | John Gadret          | Frankrijk        | + 2'14"  |
| 14.    | Petr Dlask           | Tsjechië         | + 2'16"  |
| 15.    | Steve Chainel        | Frankrijk        | + 2'32"  |
| 16.    | Jeremy Powers        | Verenigde Staten | + 2'35"  |
| 17.    | Bart Aernouts        | België           | + 2'38"  |
| 18.    | Marcel Wildhaber     | Zwitserland      | + 2'39"  |
| 19.    | Mariusz Gil          | Polen            | + 2'54"  |
| 20.    | José Antonio Hermida | Spanje           | + 2'55"  |

### Mannen, beloften
| Plaats | Renner            | Land        | Tijd   |
| ------ | ----------------- | ----------- | ------ |
|        | Lars van der Haar | Nederland   | 52'01" |
| Zilver | Mike Teunissen    | Nederland   | + 1"   |
| Brons  | Karel Hník        | Tsjechië    | + 1"   |
| 4.     | Matthieu Boulo    | Frankrijk   | + 3"   |
| 5.     | Tijmen Eising     | Nederland   | + 4"   |
| 6.     | Wietse Bosmans    | België      | + 7"   |
| 7.     | Valentin Scherz   | Zwitserland | + 15"  |
| 8.     | Joeri Adams       | België      | + 25"  |
| 9.     | Jimmy Turgis      | Frankrijk   | + 25"  |
| 10.    | Vincent Baestaens | België      | + 30"  |

### Jongens, junioren
| Plaats | Renner                 | Land        | Tijd    |
| ------ | ---------------------- | ----------- | ------- |
|        | Clément Venturini      | Frankrijk   | 44'31"  |
| Zilver | Fabien Doubey          | Frankrijk   | + 15"   |
| Brons  | Loïc Doubey            | Frankrijk   | + 15"   |
| 4.     | Jakub Skála            | Tsjechië    | + 36"   |
| 5.     | Laurens Sweeck         | België      | + 37"   |
| 6.     | Michael Vanthourenhout | België      | + 45"   |
| 7.     | Dominic Zumstein       | Zwitserland | + 51"   |
| 8.     | Silvio Herklotz        | Duitsland   | + 1'09" |
| 9.     | Vojtěch Nipl           | Tsjechië    | + 1'16" |
| 10.    | Stan Godrie            | Nederland   | +1'29"  |

### Vrouwen
| Plaats | Renster                  | Land             | Tijd    |
| ------ | ------------------------ | ---------------- | ------- |
|        | Marianne Vos             | Nederland        | 40'31"  |
| Zilver | Katherine Compton        | Verenigde Staten | + 17"   |
| Brons  | Kateřina Nash            | Tsjechië         | + 20"   |
| 4.     | Hanka Kupfernagel        | Duitsland        | + 42"   |
| 5.     | Jasmin Achermann         | Zwitserland      | + 1'10" |
| 6.     | Sanne van Paassen        | Nederland        | + 1'20" |
| 7.     | Christel Ferrier-Bruneau | Frankrijk        | + 1'42" |
| 8.     | Pauline Ferrand-Prévot   | Frankrijk        | + 1'42" |
| 9.     | Sanne Cant               | België           | + 2'00" |
| 10.    | Sabine Spitz             | Duitsland        | + 2'00" |

## Medaillespiegel
| Plaats | Land             | Goud | Zilver | Brons | Totaal |
| 1      | Nederland        | 2    | 1      | 0     | 3      |
| 2      | Frankrijk        | 1    | 1      | 1     | 3      |
| 3      | Tsjechië         | 1    | 0      | 2     | 3      |
| 4      | België           | 0    | 1      | 1     | 2      |
| 5      | Verenigde Staten | 0    | 0      | 1     | 1      |
| Totaal | Totaal           | 4    | 4      | 4     | 12     |